# Суспільне Вінниця
«Суспільне Вінниця» (Філія АТ «НСТУ» «Вінницька регіональна дирекція») — українська регіональна суспільна телерадіокомпанія, філія Національної суспільної телерадіокомпанії України, до якої входять однойменний телеканал, радіоканал «Українське радіо Вінниця» та діджитал-платформи, які мовлять на території Вінницької області.

## Історія

«Суспільне Вінниця»

У листопаді 1932 року було організовано Вінницький обласний комітет радіомовлення. Власне телевізійне мовлення в області розпочалося в лютому 1992 року. За період з 1932 року внаслідок різноманітних трансформацій назва організації постійно змінювалась. В архівах зберігаються документи, що засвідчують, зміни протягом понад 70 років: Вінницький обласний комітет радіомовлення (1932 рік), Вінницький обласний комітет із радіофікації і радіомовлення (1941), Вінницький обласний радіокомітет (1944), Комітет радіоінформації та радіомовлення при виконкомі Вінницької обласної ради депутатів трудящих (з 1946), Вінницький обласний телерадіокомітет державного Комітету УРСР із телебачення і радіомовлення (1970), Вінницьке об'єднання телебачення і радіомовлення (до 1995), Вінницька обласна державна телерадіокомпанія (до 2016).
2000 року генеральним директором Вінницької ОДТРК стала Любов Коваленко. Тоді відбулися зміни в кадровому складі редакцій, на посади було прийнято близько 30 осіб. Це змусило керівництво телерадіокомпанії шукати шляхи навчання журналістів, операторів та випускових. З метою поповнення журналістського складу здібними випускниками вищих навчальних закладів, керівництво телерадіокомпанії залучало студентів ВНЗ до проходження робочого триместру.
6 травня 2016 року Вінницька обласна державна телерадіокомпанія припинила реєстрацію як юридична особа в статусі ОДТРК, внаслідок чого компанію реформовано у філію Національної телекомпанії України (НТКУ). 19 січня 2017 року на базі НТКУ створено Національну суспільну телерадіокомпанію України — український суспільний мовник.
4 липня 2018 року канал отримав назву «UA: Вінниця», замість «ВДТ».
23 травня 2022 року у зв'язку з оновленням дизайн-системи брендів НСТУ телерадіокомпанія змінила назву на «Суспільне Вінниця».
З 20 листопада по 18 грудня 2022 року телеканал філії транслював Чемпіонат світу з футболу 2022.
З 30 січня 2023 року, канал здійснює мовлення з київського центру мовлення

## Телебачення
«Суспільне Вінниця» — український регіональний суспільний телеканал, який мовить на території Вінницької області.

### Наповнення етеру
Етерне наповнення мовника — інформаційні, соціально-публіцистичні та культурно-мистецькі програми виробництва творчих об'єднань НСТУ та «Суспільне Вінниця».

#### Програми
- «Суспільне. Студія»
- «Суспільне Новини»
- «Суспільне Спорт»
- «Тиждень. Вінниця»

#### Архівні програми
- «Суспільне. Спротив»
- «Інтерв'ю»
- «Сьогодні. Головне»
- «Суспільне Новини. Вінниця»
- «Покоління. Паралелі»
- «Роздивись»
- «Виборчий округ»
- «#Звіти_наживо»
- «Тема дня»

### Мовлення
Передача цифрового мовлення телеканалу відбувається в мультиплексі MX-5 (DVB-T2) у форматі 1080i 16:9 (HDTV). Трансляція мовника також доступна на сайті «Суспільне Вінниця» в розділі «Онлайн».

## Радіо

### Історія
Історично обласне етерно-проводове радіо мовило щодоби по 2 години 10 хвилин із власними програмами у проводовій мережі, на ультракоротких хвилях та FM-діапазоні. Наповнювали етер новини регіону, країни та світу, музичні програми та прямі етери.
До складу ОДТРК до ліквідації 30 листопада 2015 року входили 2 радіостанції: «Вінницьке обласне радіо» і радіо «Хвиля» (спочатку мовив на частоті 873 кГц, а згодом — 1377 кГц). Останнє мало інформаційно-музичний формат та мовило по 12 годин. 
З літа 2018 до травня 2022 року обласна радіостанція містила «UA:» у назві. З 2022 року радіоканал мовить під назвою «Українське радіо Вінниця».

### Мовлення
- Бар — 67,91 УКХ
- Великий Митник — 96,2 МГц
- Вінниця — 88,6 МГц
- Гайсин — 102,5 МГц
- Жмеринка — 67,34 УКХ
- Іллінці — 107,5 МГц
- Крижопіль — 106,7 МГц
- Липовець — 66,86 УКХ
- Могилів-Подільський — 104,2 МГц
- Муровані Курилівці — 106,1 МГц
- Немирів — 102,0 МГц
- Ободівка — 105,1 МГц
- Оратів — 69,62 УКХ
- Погребище — 105,8 МГц
- Томашпіль — 68,12 УКХ
- Тульчин — 105,5 МГц
- Чернівці — 102,4 МГц
- Чечельник — 107,5 МГц
- Шаргород — 72,98 УКХ
- Ямпіль — 101,8 МГц

## Діджитал
У діджиталі телерадіокомпанія «Суспільне Вінниця» представлена вебсайтом та сторінками у Facebook, Instagram, YouTube та Telegram. Крім того, на сайті «Суспільне Новини» є розділ про новини Вінниччини.

## Логотипи
Телерадіокомпанія змінила 3 логотипи. Нинішній — 4-й за рахунком.
| Логотип | Опис |
| ------- | --- |
|         | З 1992 до 2006 року логотипом був трикутник дуже заокругленими кутами, у який вписане коло, всередині якого видозмінена літера Δ (дельта). Логотип синього кольору.           |
|         | З 2006 року до 3 липня 2018 року логотипом було срібне слово «ВДТ». Знаходився у правому верхньому куті екрана. У ЗМІ також використовувалась загальна назва ОДТРК «ВІНТЕРА». |
|         | З 4 липня 2018 до 22 травня 2022 року логотипом був білий напис великими літерами: «UA: ВІННИЦЯ». Знаходився там само.                                                        |
|         | З 23 травня 2022 року дотепер логотипом є півкруг, біля якого напис «СУСПІЛЬНЕ ВІННИЦЯ». Логотип білого кольору. Знаходиться в лівому верхньому куті.                         |

### Хронологія назв
| Дата      | Назва                                                |
| --------- | ---------------------------------------------------- |
| 1992—2006 | «ВДТ-6»                                              |
| 2006—2018 | «ВДТ» (назва телеканалу), «Вінтера» (назва компанії) |
| 2018—2022 | «UA: Вінниця»                                        |
| з 2022    | «Суспільне Вінниця»                                  |